# The Audition (película de 2015)
The Audition es un cortometraje de 2015 dirigido por Martin Scorsese. El corto está protagonizado por Robert De Niro y Leonardo DiCaprio. Estos dos actores, versiones ficticias de ellos mismos, viajan a través de Asia y compiten entre sí para lograr un posible papel en la próxima película de Scorsese. 
El cortometraje se creó como una obra promocional para el Studio City Macau Resort y Casino. Es la primera película de Scorsese en la que aparecen tanto De Niro como DiCaprio. Ambos actores habían trabajado individualmente con Scorsese varias veces en el pasado (De Niro en ocho películas, DiCaprio en cinco), pero los tres juntos no habían colaborado nunca hasta ahora. Brad Pitt, también ofreciendo una versión ficticia de sí mismo, aparece en un cameo.

## Argumento
Robert De Niro y Leonardo DiCaprio se reúnen con Martin Scorsese en el resort City of Dreams en Manila para hacer un casting para su nueva película. A pesar de su larga experiencia de trabajo con Scorsese, los dos actores se enteran de que deberán competir entre sí para obtener un papel.
Scorsese explica el posible papel a estas dos musas del cine mientras continúan su viaje a Studio City en Macao. Mientras De Niro y DiCaprio le escuchan, ambos defienden sus casos personales para convencerle de por qué  son los personajes adecuados para el papel. Mientras los tres cenan en el hotel, a Scorsese le llega la inspiración cuando ve un anuncio en el que participa Brad Pitt.
A continuación, los tres viajan a Japón, donde De Niro y DiCaprio ofrecen sus argumentos finales para obtener el papel. Scorsese entonces de repente anuncia que ninguno de los dos es el actor adecuado para el papel y rápidamente abandona a ambos. Cuando De Niro y DiCaprio están dándole vueltas entre ellos a por qué no han sido seleccionados, ven a Scorsese reuniéndose con Pitt, que había llegado a Japón sin previo aviso. De Niro y DiCaprio entonces se dan cuenta de que Pitt ha sido el elegido para el papel y los dos se alejan en la noche decepcionados.

## Reparto
- Leonardo DiCaprio como él mismo.
- Brad Pitt como él mismo.
- Robert De Niro como él mismo.
- Martin Scorsese como él mismo.

## Producción
El cortometraje fue financiado por Melco Crown Entertainment Limited para celebrar la inauguración de su Studio City Macau Resort y Casino. Con un presupuesto del cortometraje de alrededor de $70 millones, se afirma que cada actor recibió $13 millones por menos de dos días de trabajo.
El guion fue escrito por Terence Winter, con quién Scorsese había colaborado anteriormente para El Lobo de Wall Street y Boardwalk Empire. El rodaje duró menos de una semana y se realizó en la ciudad de Nueva York. Como el casino no estaba terminado todavía, para la producción del cortometraje fue necesario crear decorados en 3-D para recrear los exteriores al hacer las tomas.